# 布魯斯圖良卡河

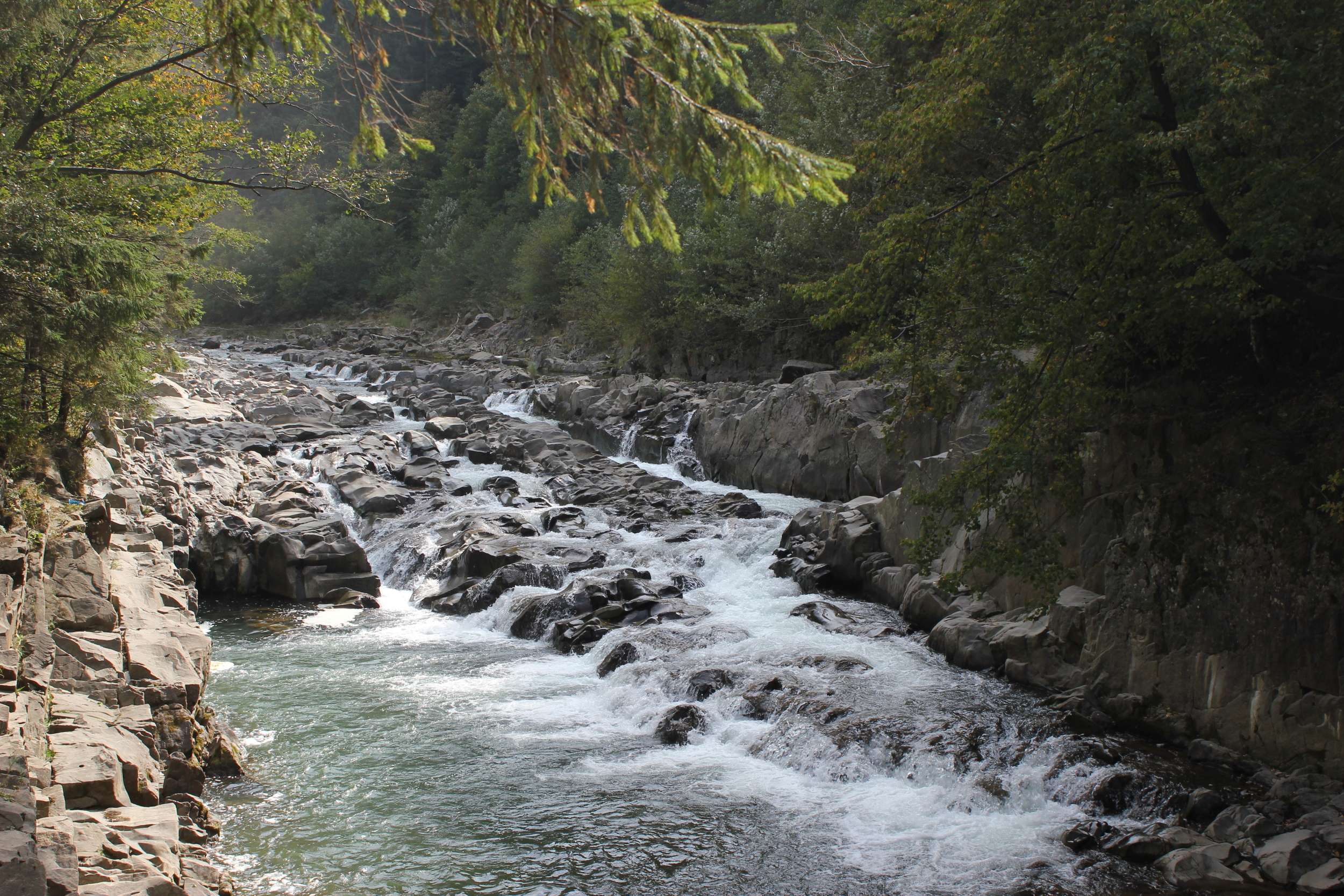

布魯斯圖良卡河（烏克蘭語：Брустурянка），是烏克蘭的河流，位於該國西部外喀爾巴阡州，屬於泰雷斯瓦河的支流，發源自洛普希夫東北面，流經佳切夫區，河道全長15公里，流域面積340平方公里。